# Fundeni (Galați)
Pour les articles homonymes, voir Fundeni.
Fundeni est une commune roumaine située dans le județ de Galați.